# Dieter Dreyer
 Dieter Dreyer (* 21. Januar 1940 in Hamburg) ist ein Hamburger Politiker (CDU).

## Leben und Politik
Dieter Dreyer leistete nach dem Abitur seine Bundeswehrzeit (Reserveoffizier) ab. Er absolvierte ein Studium der Betriebswirtschaft und Geographie und erhielt den Abschluss eines Diplom-Kaufmannes. Er arbeitete unter anderem bei der Albingia-Versicherungsgruppe als Leiter des Konzernrechnungswesens. Bei seiner Kandidatur zur Bürgerschaftswahl 2008 war er bereits Rentner. Er ist verheiratet und hat zwei Kinder sowie vier Enkel.
Dreyer trat 1981 in die CDU ein und war Deputierter der Schul- und Finanzbehörde. Seine politischen Spezialgebiet sind die Finanz-, Haushalts- und Seniorenpolitik. Im Februar 2008 konnte er bei der Bürgerschaftswahl über den Wahlkreis 16 Harburg als Abgeordneter in die Hamburgische Bürgerschaft einziehen, der er bis Februar 2011 angehörte. Für seine Fraktion saß er im Eingabenausschuss, Haushaltsausschuss, Ausschuss für den Öffentlichen Dienst und Personalwirtschaft sowie im Stadtentwicklungsausschuss.